# Enicospilus melanochromus
Enicospilus melanochromus là một loài tò vò trong họ Ichneumonidae.